# دانشگاه جرج واشینگتن

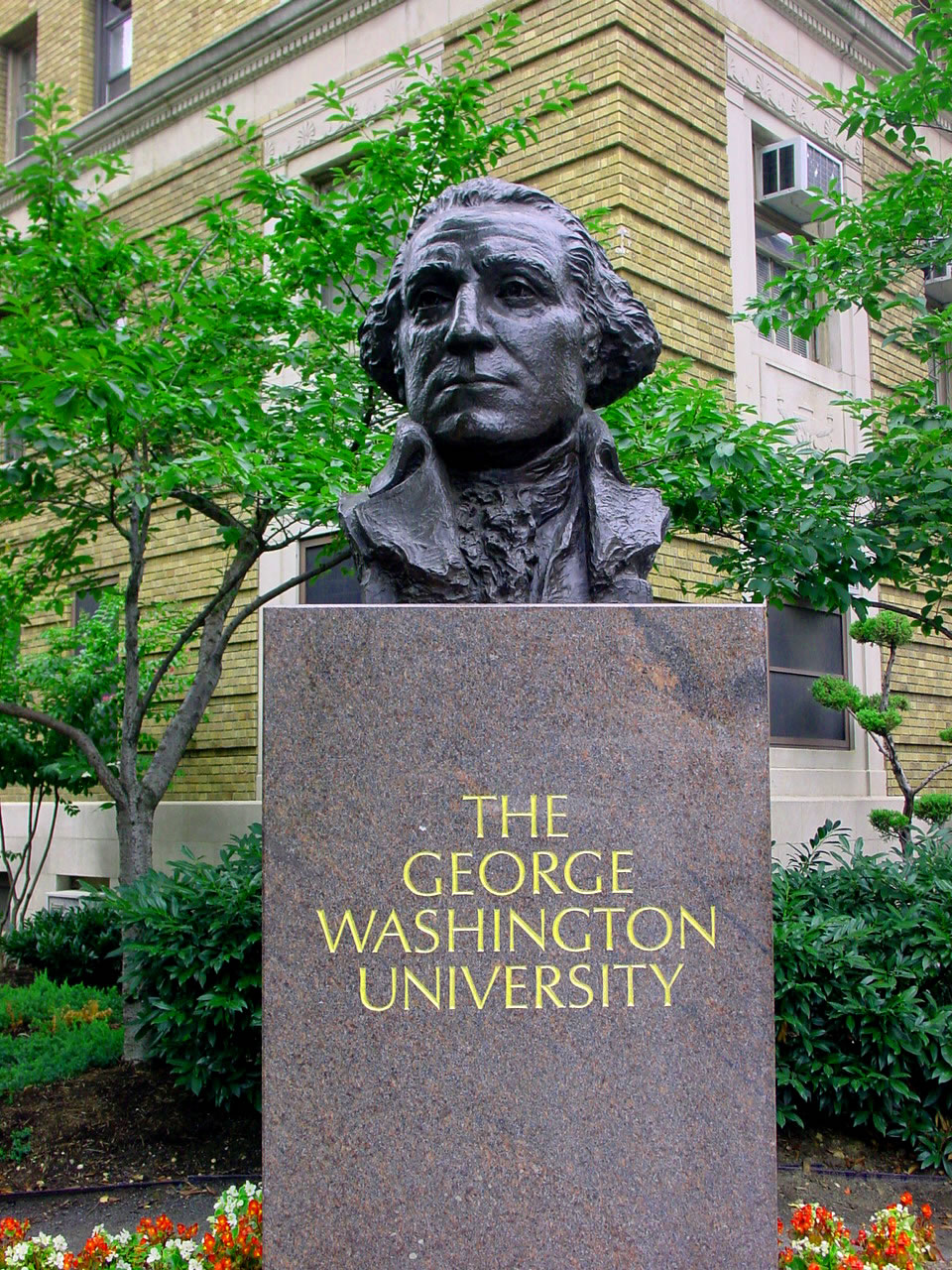
نمایی از دانشگاه

دانشگاه جرج واشینگتن (به انگلیسی: George Washington University) یک دانشگاه تحقیقاتی خصوصی در شهر واشینگتن دی.سی. پایتخت ایالات متحده آمریکا است که به‌وصیت جرج واشینگتن، نخستین رئیس‌جمهور آمریکا و مصوبه کنگره در ۹ فوریه ۱۸۲۱ تأسیس شد. دانشگاه جرج واشینگتن در نزدیکی کاخ سفید قرار دارد.
این دانشگاهِ خصوصی بیش از ۲۶۰۰۰ دانشجو دارد. مدرسه کسب‌وکار این دانشگاه بسیار مشهور است.
همچنین این دانشگاه در رده‌بندی کلی QS و times در سال ۲۰۲۰ میان ۴۰ دانشگاه برتر آمریکا و ۲۰۰ دانشگاه برتر جهان جای گرفت.
از فارغ‌التحصیلان معروف دانشگاه می‌توان به ویلیام بار، الیزابت وارن، الک بولدوین، مارک اسپر، لی کان هی، انوشه انصاری و… اشاره کرد